# ساندرین تیستود
 ساندریان تستود (فرانسوی: Sandrine Testud‎؛ زاده ۳ آوریل ۱۹۷۲) یک تنیس‌باز اهل فرانسه است.